# Shahrestān di Babol
Lo shahrestān di Babol (farsi شهرستان بابل) è uno dei 20 shahrestān della provincia del Mazandaran, il capoluogo è Babol. Altro centro importante della circoscrizione centrale è la città di Amir Kola (امیرکلا). Lo shahrestān è suddiviso in 6 circoscrizioni (bakhsh):
- Centrale (بخش مرکزی), con le città di Babol e Amir Kola.
- Bandpey est (بخش بندپی غربی), con la città di Khush Ravadpi.
- Bandpey ovest (بخش بندپی شرقی), con la città di Galugah.
- Bebel Kenar (بخش بابل‌کنار), con la città di Marzikola.
- Laleh Abad (بخش لاله‌آباد), con la città di Zargar Mahalleh.
- Gotab (بخش گتاب), con la città di Gotab.